# Henryk Dąbrowski (duchowny)
Henryk Dąbrowski – polski duchowny starokatolicki, biskup  pomocniczy diecezji warszawskiej Kościoła Polskokatolickiego w RP.

## Życiorys
Święcenia kapłańskie przyjął 19 października 1979. Jest proboszczem parafii katedralnej Świętego Ducha w Warszawie oraz parafii Matki Boskiej Wniebowziętej i Królowej Pokoju w Studziankach Pancernych.
Działacz ekumeniczny. Był przewodniczącym Oddziału Warszawskiego Polskiej Rady Ekumenicznej. Reprezentował PRE między innymi w trakcie uroczystości pogrzebowych Tadeusza Mazowieckiego w 2013. Członek Komisji wychowania chrześcijańskiego PRE. 
13 czerwca 2023 roku Synod Kościoła Polskokatolickiego w RP wybrał go na biskupa pomocniczego diecezji warszawskiej.